# Mornay-Berry
Mornay-Berry – miejscowość i gmina we Francji, w Regionie Centralnym, w departamencie Cher.
Według danych na rok 1990 gminę zamieszkiwały 153 osoby, a gęstość zaludnienia wynosiła 17 osób/km² (wśród 1842 gmin Regionu Centralnego Mornay-Berry plasuje się na 984. miejscu pod względem liczby ludności, natomiast pod względem powierzchni na miejscu 1204.).